# Jacky Bonnevay
Pour les articles homonymes, voir Bonnevay.
Jacques "Jacky" Bonnevay, né le 1er juin 1961 au Coteau (Loire), est un footballeur reconverti en entraîneur. Il est à ce jour formateur de la Direction technique nationale de la FFF pour le BEPF (brevet d'entraîneur professionnel de football), vice président de l'UNECATEF ainsi que consultant pour Canal+ et RFI.

## Joueur
Formé à l'AS Roanne, Jacky Bonnevay réalise une longue carrière de joueur professionnel en championnat de France, en passant par le FC Sochaux (1976-1985), l'Olympique de Marseille (1985-1987), Le Havre AC (1987-1988), l'OGC Nice (1988-1991) et le Red Star (1991-1993). En 1986, il est finaliste malheureux de la Coupe de France avec le club marseillais, comme capitaine, face aux Girondins de Bordeaux (1-2 ap). Il dispute au total 321 matchs en première division.

## Entraineur/Staff technicien
En 1993 il intègre l'équipe technique de l'AS Beauvais Oise, et l'année suivante, il devient l'entraîneur adjoint de László Bölöni à l'AS Nancy-Lorraine. En 1997, il prend en charge la direction du centre de formation du club, où il suit l'éclosion de plusieurs jeunes espoirs, comme Soufiane Koné,. À partir de 1998, il fait ses premières piges comme consultant sur France Télévision. 
En 1999, Bonnevay devient entraîneur principal, à l'AS Beauvais Oise. Relégué de Division 2 en National, il réussit le pari de faire remonter le club de l'Oise immédiatement, en s'adjugeant même le titre de champion de France de National en 1999-2000. Après une année de transition en deuxième division, achevée sur une prometteuse 11e place, Bonnevay passe tout près de faire monter son club en Ligue 1 en 2001-2002. Finalement, l'AS Beauvais rate l'exploit de peu mais l'entraîneur est remarqué et même élu par ses pairs « Meilleur entraîneur de l'année de Ligue 2 » lors des Trophées UNFP-Canal+.
En 2002, il quitte Beauvais pour l'ES Troyes AC, où il découvre la Ligue 1 comme entraîneur à la suite d'Alain Perrin. Le club est éliminé en demi-finale de la Coupe Intertoto face au club espagnol de Villarreal sur tapis vert, après une erreur administrative. Bonnevay est finalement licencié en décembre 2002, alors que son équipe, qui n'a remporté que trois matchs de championnat pendant la phase aller, est 19e au classement.
Jacky Bonnevay succède à Éric Guérit au Angers SCO, promu en Ligue 2 en 2003. Son contrat est rompu en janvier 2004 dans des circonstances conflictuelles, alors que son équipe vient de tomber parmi les relégables.
En 2004-2005, il tente une première expérience à l'étranger, au Wydad Athletic Club (WAC) de Casablanca au Maroc. Son équipe s'incline en novembre en finale de la coupe nationale, la Coupe du Trône, aux tirs au but. Quelques jours après le quart de finale perdu face à l'Al Hilal Riyad en Ligue des champions arabes, il démissionne, arguant d'une incartade avec le joueur Makhete NDiaye.
En 2005-2006, il répond favorablement au poste de sélectionneur des - 20 ans des Émirats arabes unis avec lesquels il participe à la Coupe d'Asie en Inde.
En 2007-2008, il revient en France et prend en charge l'équipe des Chamois niortais en L2. Il est remercié en cours de saison malgré un bon parcours en Coupe de France et en Coupe de la Ligue.
En juillet 2009, il reprend son rôle de formateur en devenant directeur du centre de formation du FC Nantes et entraîneur de l'équipe réserve (CFA2). La deuxième saison, il devient observateur pour l'équipe première du club. 
Son contrat achevé avec le club du Pays de la Loire, il poursuit sa carrière en Afrique en devenant l'assistant de Gernot Rohr avec la sélection nationale du Niger pendant deux saisons, et participe notamment à la CAN 2013 en Afrique du Sud.
Contacté par Vahid Halilhodžić pour l'assister à Trabzonspor (Turquie) pour la saison 2014-2015, Bonnevay y signe un contrat de deux ans, mais le départ volontaire de l'entraîneur, en conflit avec la direction, en novembre 2014 entraîne celui du reste de l'équipe technique. Il suit Halilhodžić en mars 2015 lorsque ce dernier est nommé sélectionneur du Japon. Il est limogé par la fédération en même temps que l'entraîneur principal le 9 avril 2018 soit deux mois avant le mondial en Russie.
Jacques Bonnevay devient ensuite l'assistant de Claude Puel dès le 30 juin 2018 à Leicester City. Le 24 février 2019, il est licencié en même temps que Puel et se retrouve donc libre.
À nouveau adjoint de Claude Puel à l'AS Saint-Étienne à partir d'octobre 2019, il résilie à l'amiable son contrat avec le club à la suite du limogeage de celui-ci en décembre 2021.

## Parcours d'entraîneur
- 1994-1999 : AS Nancy-Lorraine ( France) (Assistant pendant trois ans, puis directeur du centre de formation)
- 1999-2002 : AS Beauvais ( France)
- 2002-décembre 2002 : ES Troyes AC ( France)
- 2003-février 2004 : SCO Angers ( France)
- 2004-22 avril 2005 : Wydad de Casablanca ( Maroc)
- 2005-2006 : Sélectionneur de l'équipe nationale des Émirats arabes unis des moins de 20 ans.
- juin 2007-28 janvier 2008 : Chamois niortais FC ( France)
- 2009-2011 : FC Nantes ( France) (Directeur du Centre de Formation pendant un an puis observateur)
- 2012-2014 : Sélectionneur adjoint du Niger ( Niger)
- juillet-novembre 2014 : Entraîneur adjoint à Trabzonspor ( Turquie)
- 2015-9 avril 2018 : Sélectionneur adjoint du Japon ( Japon)
- 2018-24 février 2019 : Entraîneur adjoint à Leicester City ( Angleterre)
- 4 octobre 2019-7 décembre 2021 : Entraîneur-adjoint à l'AS Saint-Étienne ( France)

## Palmarès joueur

### En club
- Vice-champion de France en 1980 avec le FC Sochaux et en 1987 avec l'Olympique de Marseille
- Finaliste de la Coupe de France en 1986 avec l'Olympique de Marseille

### Distinction personnelle
- Élu meilleur entraîneur de Division 2 en 2002

## Palmarès entraîneur
- Champion de France de National en 2000 avec l'AS Beauvais
- Finaliste de la Coupe du Trône en 2004 avec le Wydad de Casablanca